# Свети Ђорђе (Креведија Маре)
Свети Ђорђе (рум. Sfântu Gheorghe) насеље је у Румунији у округу Ђурђу у општини Креведија Маре. Oпштина се налази на надморској висини од 99 m.

## Становништво
Према подацима из 2002. године у насељу је живело 468 становника, од којих су сви румунске националности.